# Јован Кркобабић
Јован Кркобабић (Кољане, код Врлике, 27. фебруар 1930 — Београд, 22. април 2014) био је српски политичар, потпредседник Владе и министар рада, запошљавања и социјалне политике.

## Биографија
Био је доктор политичких наука, политиком почиње да се бави од своје ране младости поставши члан Комунистичке партије Југославије — Савеза комуниста Југославије, био је оснивач и председник Партије уједињених пензионера Србије и Савеза пензионера Србије.
Рођен је 1930. у Кољанима, у Далмацији. Дипломирао је, магистрирао и докторирао на Факултету политичких наука у Београду. Радио је 18 година у Институту за нуклеарне науке у Винчи. Био је оснивач и директор Републичке заједнице пензионог и инвалидског осигурања самосталних делатности (данашњи Фонд ПИО самосталних делатности).
Његова партија је у коалицији са СПС-ом и Јединственом Србијом на парламентарним изборима у мају 2008. године ушла у Народну скупштину Републике Србије са 20 освојених мандата. ПУПС-у је припало 5 мандата.
Кркобабић је као најстарији посланик, председавао конститутивном седницом Народне скупштине Републике Србије 11. јуна 2008. Дана 7. јула 2008. године изабран је за потпредседника Владе Републике Србије.
На парламентарним изборима 2012. коалиција СПС-ПУПС-ЈС је освојила 44 мандата од чега је Кркобабићевој партији припало 12 посланичких места.
Дана 27. јула 2012. Кркобабић је изабран за потпредседника владе и министра рада, запошљавања и социјалне политике у влади Ивице Дачића.
Отац је Милана Кркобабића, такође познатог српског политичара.